# Pocahontas (Arkansas)
Pocahontas è una località degli Stati Uniti d'America, capoluogo della contea di Randolph, nello Stato dell'Arkansas.